# Babs (film fra 1920)
Babs er en amerikansk stumfilm fra 1920 af Edward H. Griffith.

## Medvirkende
- Corinne Griffith som Barbara Marvin
- George Fawcett som Merrill Treadwill Marvin
- Webster Campbell som David Darrow
- Charles S. Abbe som Henry Dawes
- William Holden som Ben Cogswell